# The Legend of Bruce Lee
The Legend of Bruce Lee is een Chinese biografische televisieserie uit 2008 over vechtkunst. De serie is losjes gebaseerd op het leven van acteur Bruce Lee. De 50-delige serie werd geproduceerd en uitgezonden door China Central Television; de eerste uitzending was op 12 oktober 2008. Danny Chan speelt de rol van Bruce Lee, en Michelle Lang speelt diens vrouw. De productie nam negen maanden in beslag en er werd gefilmd op locaties in China, Hongkong, Macau, de Verenigde Staten, Italië en Thailand met een budget van 50 miljoen yuan.  
Lee's dochter, Shannon Lee wordt genoemd als uitvoerend producent van de serie. Andere vechtkunstenaars als Mark Dacascos, Ray Park, Gary Daniels, Ernest Miller en Michael Jai White hadden ook een rol. De eerste 14 afleveringen van The Legend of Bruce Lee zorgden voor een recordaantal kijkers in China.

## Plot
Het verhaal begint in Hongkong, waar Lee een Chinese kung-fu school opricht en buitenlandse leerlingen aanneemt op zijn school. De Chinese vechtbond van kungfuleraren accepteert dit niet en stuurt Lee een uitdaging voor een duel met zijn rivaal, Yellow Skin, wat gele huid betekent. Yellow Skin blesseert Lee met opzet en Lee geraakt in het ziekenhuis. Zijn vrouw Linda blijft bij hem en dwingt de arts om te zeggen hoe het met haar man afloopt. De arts beweert dat Lee nooit meer zal kunnen opstaan en vertelt de vrouw van Lee dat hij met wilskracht nog wel in een rolstoel terecht kan komen. De vrouw van Lee accepteert dit niet en probeert haar man te helpen met lopen en opstaan. Dit is tevergeefs en Lee belandt toch in een rolstoel. 
Tijdens een bezoekje aan zijn zoontje, Brandon Lee, beweert hij dat er een wonder plaatsvindt. Hij heeft door het zien van zijn zoon weer de kracht om te lopen. Vanaf dat moment beoefent Lee weer fulltime kungfu, totdat Yellow Skin terugkeert en hem opnieuw uitdaagt tot een gevecht. Tussendoor heeft Lee weer gewoon lesgegeven aan zijn buitenlandse leerlingen. Het leven van Lee eindigt vlak na het duel met Yellow Skin. Lee verslaat hem maar is naar alle waarschijnlijkheid oververmoeid en moet weer naar het ziekenhuis. Eenmaal aangekomen blijkt Lee al overleden te zijn en wordt hij doodverklaard door de artsen.